# Hymenoptychis dentilinealis
Hymenoptychis dentilinealis là một loài bướm đêm trong họ Crambidae.